# Солонци
Солонци (на руски: Солонцы) е хутор в Кантемировски район на Воронежка област на Русия.
Влиза в състава на селището от селски тип Михайловское.

## География

### Улици
- ул. Садовая.

## Население
| 2010 |
| ---- |
| 64   |